# Sven Schönbeck
Sven Gösta Schönbeck, född 28 maj 1913 i Karlskrona, död 16 mars 1988 i Kalmar, var en svensk teckningslärare, målare och tecknare.
Han var son till musikfanjunkaren Oscar Schönbeck och Hilda Johansson samt från 1944 gift med keramikern Britta Maria Bergdahl. Schönbeck studerade vid Tekniska skolan i Stockholm 1936–1941 och genom självstudier under resor till Tyskland, Österrike och Nederländerna. Han medverkade bland annat i utställningen De oblygas salong i Kalmar. Hans konst består av landskapsskildringar i akvarell samt illustrationer till läroböcker för folkskolan och Blekingeboken. Som tecknare var han anlitad av tidningar och tidskrifter.